# Drei-Buchstaben-Akronym
Das Drei-Buchstaben-Akronym (DBA) ist ein Akronym, das aus drei Großbuchstaben besteht. Abkürzungen mit drei Großbuchstaben sind seit weit über 100 Jahren üblich und weltbekannt, wie SOS, SRI, USA, BSA, NSU, im 20. Jahrhundert kamen BMW, IBM, UNO, HIV, WWW usw. dazu, wobei manchen wie RAF mehrere Bedeutungen zugeschrieben werden.
Bei Drei-Buchstaben-Akronym handelt sich um eine Übersetzung des englischsprachigen Begriffs „three-letter acronym“ (TLA), der im Jargon von Informatik und Technik verbreitet wurde, insbesondere im Usenet und dem frühen Internet, und wiederum Drei-Buchstaben-Agenturen wie CIA, FBI, KGB, BKA, BND, MAD persifliert. Im Musical Hair von 1967 nennt das Lied Initials (L.B.J.) viele Abkürzungen wie LSD, Fanta 4 haben 1999 in MfG – Mit freundlichen Grüßen ebenfalls meist Abkürzungen mit drei Buchstaben aufgezählt.

## Geschichte
Das Drei-Buchstaben-Akronym wird insbesondere mit Computern in Verbindung gebracht. 1980 verwendete und erklärte das Handbuch für den Heimcomputer Sinclair ZX81 Dreibuchstabenabkürzungen (TLA). In der Erklärung des technischen Aufbaus steht angesichts von CPU, RAM, ROM und SCL der Satz "As you can see, everything has got a TLA (three letter abbreviation)" („wie Sie sehen, hat jedes Teil eine DBA“). Die spezifische Generation von Dreibuchstabenabkürzungen in der Computertechnik wurde in einem JPL-Bericht von 1982 erwähnt.
Der Internetdienst acronyms.com schreibt den Term John F. "Jeff" Kelley zu, der ihn in seiner Zeit bei IBM, deren Name selbst eine Dreibuchstabenabkürzung ist, geprägt haben soll. Kelley meint, sich dunkel erinnern zu können, dass dies irgendwann 1985 war. Das Usenet-Archiv Google Groups führt jedoch ein Zitat von Chip Rosenthal von der Firma Intel an, der „Three-letter acronym“ auf den 18. September 1984 vordatiert. Mindestens zwei Erwähnungen des Terms aus dem Jahre 1982 finden sich ebenfalls im Google Groups Usenet, eine in net.games.frp.
1988 schrieb der Informatiker Edsger W. Dijkstra in einem Paper mit dem Titel "On the Cruelty of Really Teaching Computing Science": „Kein Unternehmen ist heutzutage respektabel ohne eine TLA“ Bis 1992 war der Begriff in einem Microsoft-Handbuch verzeichnet.
DBA bzw. TLA ist bereits eine Dreibuchstabenabkürzung und ähnlich der Tradition des deutschen Die Abk. von Abk. lautet Abk. mit einem humoristischen Hintergrund gewählt worden.

## Anzahl und Benutzung
Benutzt man nur Großbuchstaben und lässt Umlaute weg, so gibt es 26³ = 17.576 mögliche Dreibuchstabenabkürzungen. Die meisten davon sind wahrscheinlich schon irgendwann einmal in irgendeinem Zusammenhang benutzt worden. Wenn eine oder zwei Ziffern hinzugenommen werden (z. B. 4GL, Y2K), sind 36³ − 10³ = 45.656 Kombinationen möglich.
Zurückgehend auf das MS-DOS-Betriebssystem für IBM-PCs, haben sich auf drei Buchstaben beschränkte Dateinamenserweiterungen etabliert, die so gebräuchlich wurden, dass sie umgangssprachlich zur Bezeichnung für diese Dateitypen wurden: AVI oder das MP3-Format sind bekannte Vertreter. MS-DOS hat diese sogenannte 8.3-Konvention (8 Zeichen für den Namen, 3 für die Erweiterung) von CP/M übernommen und dieses wiederum von TOPS-10. Die Dreibuchstabenabkürzungen für Dateinamenserweiterungen gehen somit bis zum Anfang der 1960er Jahre zurück.
Dreibuchstabenabkürzungen werden abhängig davon, ob sie aus dem englischen oder deutschen Sprachumfeld kommen, buchstabenweise mit der entsprechenden Aussprache gelesen (z. B. Ei Bi Em für IBM). Diejenigen, die als echte Akronyme erkennbar sind, können auch als Wort ausgesprochen werden (RAM, ROM), in einigen Fällen hat sich auch beides eingebürgert (z. B. FAQ, DAK).
Die Benutzer von Dreibuchstabenabkürzungen tendieren zu redundanten Akronymen, scherzhaft „RAS-Syndrom“ (RAS = Redundantes-Akronym-Syndrom) genannt, dem Phänomen, den letzten mit einer Dreibuchstabenabkürzung bezeichneten Teil noch einmal als ausgesprochenes oder ausgeschriebenes Wort anzuhängen (zum Beispiel PDF-Format, LCD-Display, PIN-Nummer oder HIV-Virus).

## Häufige Kategorien von Drei-Buchstaben-Akronymen in der Informatik
- Dateitypen: .GIF, .JPG, .MP3, .PDF, .PNG, .EPS
- Hardware: ATX, CPU, DVD, EFI, FDD, FPU, GPU, HDD, IDE, RAM, ROM
- Software: GCC, GTK+, KDE
- Softwarelizenzmodelle: GPL, MPL
- Betriebssysteme: BSD, CP/M, DOS, GNU, OSX
- Programmiersprachen: AWK, CPP, JSP, PHP, SQL, TCL
- Kommunikationsprotokolle: AIM oder AOL Instant Messenger, FTP, ICQ, IRC, MSN, NFS, SSH, SSL, TCP
- Netzwerk: WWW, OSI

## Standards
Eine Vielzahl Dreibuchstabenabkürzungen ergeben sich aus standardisierten Codierungen:
- IATA-Flughafencodes: DUS, FRA, MUC (siehe Liste unten)
- ISO 639 (Sprachen): ara, eng, spa
- ISO-3166-1-Kodierliste (Ländercodes): SCG, UAE, USA
- ISO 4217 (Währungscodes): EUR, RUB, USD
- SIL-Codes für Sprachen: BQT, ENG, FRN, SWD
- IOC-Mannschaftscodes: FRA, GBR, GER, JAP (siehe Listen unten)

## Listen wichtiger Dreibuchstabenabkürzungen
- Liste der IATA-Flughafen-Codes
- Liste der IOC-Ländercodes
- Liste der Währungscodes
- Drei-Buchstaben-Akronyme, beginnend mit: A Ä B C D E F G H I J K L M N O Ö P Q R S T U Ü V W X Y Z